# Ela de Longue-Épée
Ela de Longue-Épée, comtesse de Warwick (née vers 1210 - décédée le 9 février 1298) était une noble anglaise. Elle était la fille d'Ela de Salisbury, 3e comtesse de Salisbury et de Guillaume de Longue-Épée, fils illégitime d'Henri II. Elle est la sœur de Nicholas Longespee, évêque de Salisbury. Ela s'est mariée deux fois: premièrement, avec Thomas de Beaumont, 6e comte de Warwick, et, deuxièmement avec Philip Basset. Elle a été une grande bienfaitrice pour la religion et contribua à la fondation du Merton College d'Oxford.

## Enfance et premier mariage
Ela est probablement née vers 1210. À l'été 1229, âgée d'environ 19 ans, elle épouse Thomas de Beaumont (aussi appelé Thomas de Newburgh), 24 ans, fils du comte Henry de Beaumont, 5e comte de Warwick. Le 10 octobre 1229, Henry de Beaumont décède. Thomas succéde alors à son père. Son  mariage avec Ela apporta à son comté sur le déclin, des possessions substantielles tel que le manoir de Chitterne dans le Wiltshire. Par contre, ce mariage a encore appauvri le comté: les Warwick ont apporté une dot de cinq de leurs manoirs de domaine, y compris le manoir de Tanworth-in-Arden et la forêt de Sutton dans le Warwickshire. Thomas de Beaumont mourut sans enfant le 27 juin 1242. Ela est maintenant une riche veuve.

## Premier veuvage et deuxième mariage
En 1249, Ela est impliquée, avec sa mère, dans la fondation de l'abbaye Sainte-Marie de Lacock. Elle fait don à l'abbaye de son manoir de Hatherop dans le Gloucestershire.
Pendant cette période, Ela s'est installé principalement à Hook Norton, dans l'Oxfordshire. Elle avait reçu ce grand manoir au décès de son premier mari.
Dès 1248, elle a commencé sa relation avec Philip Basset, un juge de premier plan et Lord de la baronnie de High Wycombe. Ce dernier était impliqué dans ses intérêts commerciaux du Warwickshire. Ils se sont mariés vers 1254, au moment où Philip a reçu la dispense papale. Le couple était apparenté au troisième degré. Leur mariage semble avoir été heureux. Ela a été impliquée dans plusieurs transactions immobilières de son mari, jusqu'à son décès en 1271. Le couple a supporté financièrement certains ordres religieux. De plus, ils ont apporté un soutien indéniable à Walter de Merton lors de la création de son nouveau collège.
Ce deuxième mariage resta sans descendance.

## Deuxième veuvage
Après la mort de son conjoint, Philip Basset, en 1271, Ela se retrouve sans protecteur. Guillaume de Beauchamp, le nouveau comte de Warwick tente de la déposséder à plusieurs reprises. Les biens du comté qu'Ela possédait allaient revenir à Guillaume de Beauchamp à son décès. Entre 1275 et 1278, Guillaume de Beauchamp se tourne vers les tribunaux, dans un procès coûteux, pour obtenir les possessions d'Ela. Plusieurs années plus tard, en 1289, elle lui céda les manoirs de Claverdon et de Tanworth-in-Arden. On se sait pas si elle a obtenu une compensation financière pour cette transaction.
Malgré quelques procès, elle avait encore les ressources financière pour donner de l'argent et des terres à de nombreuses maisons religieuses. Ces transactions sont inscrits dans le « Longespée Roll » énumérant ses bienfaits et les récompenses spirituelles qu'elle en attendait. Elle a, entre autres, fait des dons à l'abbaye d'Oseney, à St Frideswide, au prieuré de Bicester, à l'abbaye de Thame, à l'abbaye de Rewley, au prieuré de Studley (Oxfordshire), à l'abbaye de Lacock et à l'abbaye de Godstow. Ses chartes enregistrent d'autres dons en échange de messes : à l'abbaye de Reading et au prieuré de Selborne.
En 1293, elle a fondé la Bourse Warwick de l'Université d'Oxford - des bourses substantielles pour les étudiants pauvres - et a donné de l'argent à la chapelle du Balliol College.
Ela s'est retirée vers avril 1295 à Godstow. Elle décède en 1298, un an après son frère Nicholas. Son corps a été inhumé à Oseney et ses entrailles à Rewley. Son cœur a peut-être été enterré ailleurs. Tout au long de sa vie, Elle garda son nom de Longespée, et ses sceaux affichent tous en évidence ses propres armoiries, ainsi que celles de ses maris.